# アルフレッド級戦列艦
アルフレッド級戦列艦(Alfred class ships of the line)はイギリス海軍のジョン・ウィリアムス設計の74門3等戦列艦。ロイヤル・オーク級戦列艦の拡大型である。

## 同型艦
| 艦名           | 造船所             | 発注          | 進水           | その後     |
| -------------- | ------------------ | ------------- | -------------- | ---------- |
| アレグザンダー | デットフォード工廠 | 1773年7月21日 | 1778年10月8日  | 1819年解体 |
| アルフレッド   | チャタム工廠       | 1772年8月13日 | 1778年10月22日 | 1814年解体 |
| ウォーリア     | ポーツマス工廠     | 1773年7月13日 | 1781年10月18日 | 1857年解体 |
| モンタギュー   | チャタム工廠       | 1774年7月16日 | 1779年8月28日  | 1818年解体 |

- 5番艦エドガーも1774年7月16日に発注されているが、8月25日にアロガント級改良型に変更されている。[3]